# 贺世贤
贺世贤（？—1621年），明榆林卫（今陕西榆林）人，明朝将领。

## 生平
年幼时曾做过仆人，后从军，积累功劳官至沈阳游击，后升义州参将。万历四十六年(1618年)七月，清河被後金所围，副将邹储贤固守。清河城破，邹储贤率亲丁鏖战城南，与游擊張旂、守備張雲程等皆殉国。六千四百餘兵民被歼灭。贺世贤驻叆阳，闻清河有变，疾驰出塞，得首功154级，晋升副总兵。
1619年，杨镐以十万余人分四路出师出击后金。贺世贤辅佐辽东总兵李如柏由清河出兵。刘綎深入中伏，因与杨镐素不和，向李如柏求救而败，刘綎遂全军覆没。随即提升都督佥事，充任总兵官，驻守虎皮驿。铁岭被围，贺世贤驰援，城已破，获得斩首百余级。泰昌元年（1620年）九月连战灰山、抚安堡，斩首二百多。而当时，各地久经沙场的老将都聚集在辽东地区，畏首畏尾不敢战斗，只有贺世贤多次战斗有功，同行大多都忌妒他，将其调镇守沈阳。被经略袁应泰派遣接纳投降的人。广宁总兵李光荣怀疑贺世贤所接纳多，上报情况。巡抚薛国用也上报三件可考虑的事，兵部尚书崔景荣请求拒绝接受不要投降，而把自己所接纳的人安排在其他地方。但贺世贤所接纳的人不可遣散，同列遂诽谤他有异心。
天启元年（1621年）三月，后金兵大举围沈阳，倾其全国攻城武器而来，十一日夜半渡浑河，十二日便逼进沈阳。贺世贤及总兵尤世功带领士兵挖掘沟壑建造战壕，将大量的树木砍伐做成栅栏置于城外，壕沟内筑拦马墙，留下炮眼，排列楯车和大小火炮。环城设兵，守城之法十分详细。贺世贤备火药于堞间，登城望敌人仍距离城墙约四里便下令发炮，但未伤一骑。须臾围城，守将力御。贺世贤持铁鞭独当南门外，击杀甚众，全力而战，击退来犯之敌。副总兵尤世功率万人出战，杀伤过半而返，坚守不出。经略袁应泰得报，命参将王世科率五千人赴援，敌将哈都杀之，余军尽降。
后金从东北角以新土填垫，绕城掩击。城上明军连发炮，炮身炽热，以至装药即喷。后金兵乘胜蜂拥过壕，急攻东门。贺世贤出城逆战，敌以精骑四合，贺世贤且战且退，抵西门，身中十四箭。城中将士听说贺世贤战败，各个如鸟兽逃窜，而原投降的蒙古兵乘乱反叛，斩断城外吊桥，后金兵破门入城。有人劝贺世贤撤至辽阳，他说：“吾为大将，不能存城，何面目见袁经略乎！”挥铁鞭驰突围中，击杀数人，中箭坠马而死。城内，尤世功率领一部分兵退至西门，欲救世贤，兵皆溃，自己孤身奋战，亦死，城外兵士七万余人皆溃败。贺世贤死后，有人怀疑其叛降，所以没有祭葬礼仪。四川副使车朴为其辩护冤情，但被众人议论而最终没有结果。